# Текстура крипт

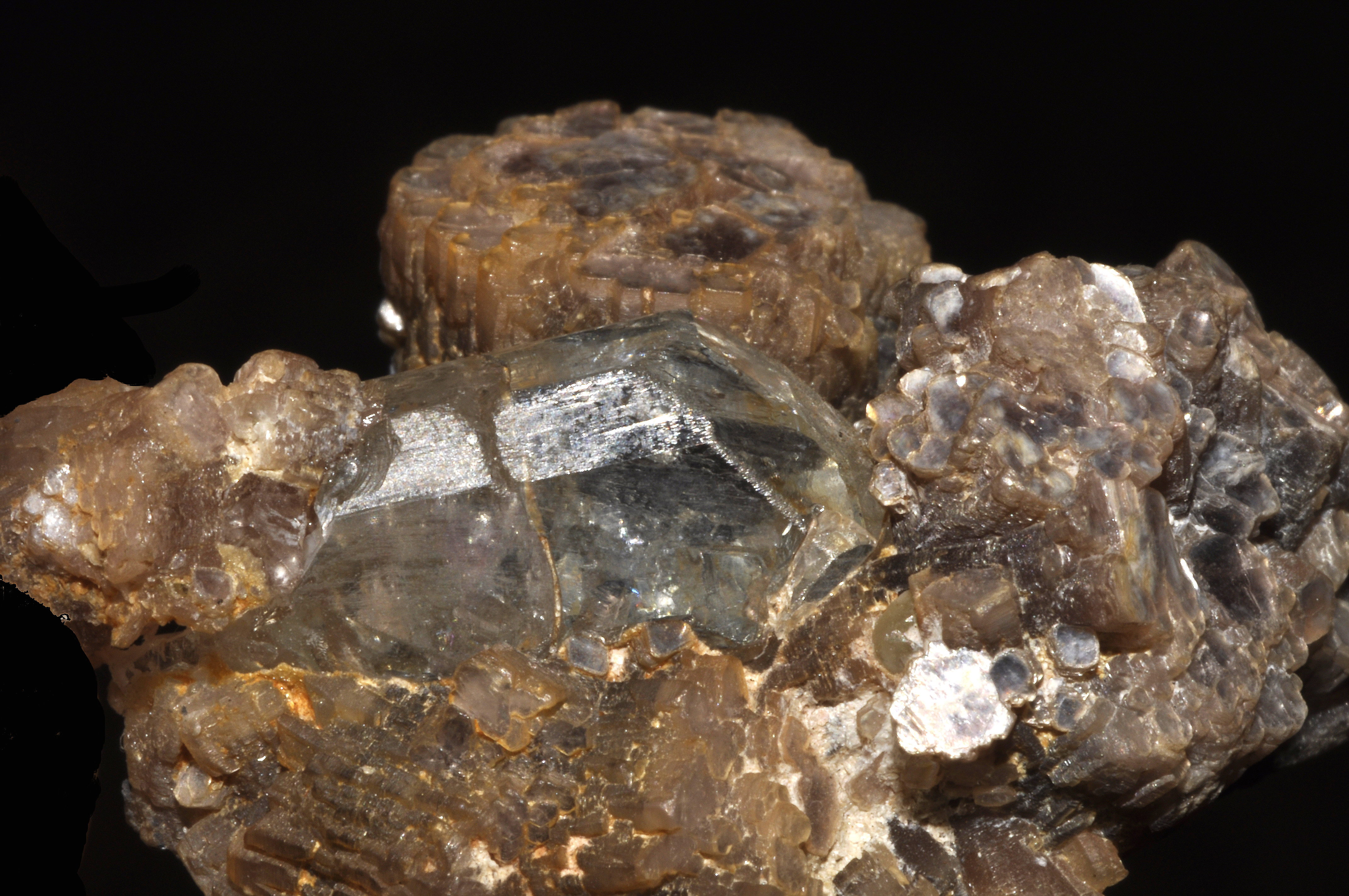
Кристали топазу в порожнинах.

ТЕКСТУРА (СТРУКТУРА) КРИПТ — текстура пегматитів з міаролітовими пустотами, які містять кристали пневматолітових мінералів (гірський кришталь, аметист, топаз, берил та ін.). Термін відмінний від структури криптової.